# República Árabe Unida en los Juegos Olímpicos
La República Árabe Unida estuvo representada por una delegación propia en los Juegos Olímpicos. Tras la disolución de la República en 1961, los deportistas compitieron bajo las banderas de Egipto y Siria.
Los Juegos Olímpicos de Roma 1960 fue la única participación de la República Árabe Unida en las ediciones de verano. El equipo olímpico obtuvo un total de dos medallas en estos Juegos: una de plata y una de bronce.
En los Juegos Olímpicos de Invierno el país no participó en ninguna edición.

## Medallero

### Por edición
Juegos Olímpicos de Verano
| Evento    | Oro | Plata | Bronce | Total |
| --------- | --- | ----- | ------ | ----- |
| Roma 1960 | 0   | 1     | 1      | 2     |
| TOTAL     | 0   | 1     | 1      | 2     |

### Por deporte
Deportes de verano
| Evento | Oro | Plata | Bronce | Total |
| ------ | --- | ----- | ------ | ----- |
| Boxeo  | 0   | 0     | 1      | 1     |
| Lucha  | 0   | 1     | 0      | 1     |
| TOTAL  | 0   | 1     | 1      | 2     |